# أيزونوي
أيزونوي هي مدينة فريجيا تقع في غرب الأناضول، تدهور حال المدينة في أواخر العصور القديمة المتأخرة. في عام 2012 أدرج الموثع ضمن قائمة التراث العالمي لليونسكو.